# Larry Stefanki
Larry Stefanki (* 23. Juli 1957 in Elmhurst, Illinois) ist ein ehemaliger US-amerikanischer Tennisspieler und -trainer.

## Tenniskarriere
Er spielte ab 1979 neun Jahre auf der ATP Tour, wo er im Einzel ein Turnier und im Doppel drei Turniere gewann. In der Weltrangliste war seine höchste Platzierung der 39. Platz.
Danach betätigte er sich als Tennistrainer. Er trainierte u. a. John McEnroe, Marcelo Ríos, Jewgeni Kafelnikow und Tim Henman. Ríos und Kafelnikow machte er zur Nummer eins der Weltrangliste und Henman schaffte es unter seiner Regie bis auf Platz vier der Weltrangliste. Stefanki war auch Trainer von Fernando González. Unter Stefanki schaffte es der Chilene hintereinander in die Finals von Wien, vom Masters in Madrid und der Davidoff Swiss Indoors in Basel im Jahr 2006. Bei den Australian Open 2007 schaffte es González bis ins Finale, seine beste Weltranglistenplatzierung war Rang fünf. Er war auch der Trainer seines Landsmann Andy Roddick. Roddick veränderte mit Hilfe Stefankis sein Spiel dahin, dass er auf allen Beläge besser zurechtkam. Dadurch schaffte er es im Jahr 2009 ins Halbfinale bei den Australian Open, zum ersten Mal ins Achtelfinale bei den French Open und ins Finale der Wimbledon Championships.

## Erfolge
| Legende                       |
| Grand Slam                    |
| Tennis Masters Cup            |
| ATP Masters Series            |
| ATP International Series Gold |
| ATP International Series (6)  |
| ATP Challenger Tour (5)       |

### Einzel

#### Turniersiege

##### ATP Tour
| Nr. | Datum            | Turnier   | Belag     | Finalgegner | Ergebnis           |
| --- | ---------------- | --------- | --------- | ----------- | ------------------ |
| 1.  | 2. März 1981     | Lagos     | Hartplatz | Peter Feigl | 5:7, 6:3, 6:0      |
| 2.  | 18. Februar 1985 | La Quinta | Hartplatz | David Pate  | 6:1, 6:4, 3:6, 6:3 |

##### Challenger Tour
| Nr. | Datum            | Turnier | Belag     | Finalgegner | Ergebnis      |
| --- | ---------------- | ------- | --------- | ----------- | ------------- |
| 1.  | 14. Februar 1983 | Ogun    | Hartplatz | Mike Barr   | 5:7, 6:3, 8:6 |

### Doppel

#### Turniersiege

##### ATP Tour
| Nr. | Datum            | Turnier | Belag     | Doppelpartner    | Finalgegner                    | Ergebnis      |
| --- | ---------------- | ------- | --------- | ---------------- | ------------------------------ | ------------- |
| 1.  | 2. März 1981     | Lagos   | Hartplatz | Bruce Kleege     | Ian Harris Craig Wittus        | 6:2, 3:6, 6:3 |
| 2.  | 16. August 1981  | Stowe   | Hartplatz | Johan Kriek      | Brian Gottfried Bob Lutz       | 2:6, 6:1, 6:2 |
| 3.  | 8. November 1982 | Taipeh  | Hartplatz | Robert Van’t Hof | Fred McNair Tim Wilkison       | 6:3, 7:6      |
| 4.  | 18. Juni 1984    | Bristol | Rasen     | Robert Van’t Hof | John Alexander John Fitzgerald | 6:4, 5:7, 9:7 |

##### Challenger Tour
| Nr. | Datum              | Turnier      | Belag     | Doppelpartner | Finalgegner                | Ergebnis      |
| --- | ------------------ | ------------ | --------- | ------------- | -------------------------- | ------------- |
| 1.  | 3. März 1980       | Kaduna       | Sand      | Chris Mayotte | Robin Drysdale John Feaver | 6:4, 3:6, 6:2 |
| 2.  | 29. September 1980 | Mexiko-Stadt | Hartplatz | Scott McCain  | Glen Holroyd Craig Wittus  | 6:3, 6:3      |
| 3.  | 7. Februar 1983    | Nairobi      | Sand      | John Austin   | Phil Lehnhoff Mark Wagner  | 6:2, 6:3      |
| 4.  | 27. Oktober 1986   | Fukuoka      | Hartplatz | Jim Grabb     | David Dowlen Leif Shiras   | 6:1, 6:3      |

#### Finalteilnahmen
| Nr. | Datum            | Turnier   | Belag     | Doppelpartner    | Finalgegner                    | Ergebnis      |
| --- | ---------------- | --------- | --------- | ---------------- | ------------------------------ | ------------- |
| 1.  | 10. März 1980    | Stuttgart | Hartplatz | Tim Mayotte      | Wojciech Fibak Tomáš Šmíd      | 4:6, 6:7      |
| 2.  | 13. Oktober 1980 | Kanton    | Teppich   | Andy Kohlberg    | Ross Case Jaime Fillol         | 2:6, 6:7      |
| 3.  | 19. Oktober 1981 | Tokio     | Teppich   | Robert Van’t Hof | Heinz Günthardt Balázs Taróczy | 6:3, 2:6, 1:6 |
| 4.  | 11. Januar 1982  | Auckland  | Hartplatz | Robert Van’t Hof | Andrew Jarrett Jonathan Smith  | 5:7, 6:7      |